# Hybozelodes albipes
Hybozelodes albipes là một loài ruồi trong họ Asilidae. Hybozelodes albipes được Hermann miêu tả năm 1912. Loài này phân bố ở vùng Tân nhiệt đới.